# San Lucas Ixcotepec
San Lucas Ixcotepec es una localidad situada en el municipio de San Carlos Yautepec, en el estado mexicano de Oaxaca. Según el censo de 2020, tiene una población de 203 habitantes.

## Localización y demografía
La localidad está ubicada en un extremo del territorio municipal de San Carlos Yautepec y casi en sus límites con el municipio de Santa María Ecatepec. Sus coordenadas geográficas son 16°17′34″N 95°54′32″O / 16.29278, -95.90889 y se localiza a una altitud de 1797 metros sobre el nivel del mar.
Su única vía de comunicación es un camino de terracería que la une al oeste con Santa María Quiegolani y al este con Santa María Ecatepec. Este camino posteriormente se une a la Carretera Federal 190, que la comunica con la ciudad de Oaxaca de Juárez, capital del estado, hacia el noroeste, y con Santo Domingo Tehuantepec hacia el sureste.
De acuerdo al Censo de Población y Vivienda realizado por el Instituto Nacional de Estadística y Geografía en 2020, tiene una población total de 203 habitantes, de los cuales 120 son hombres y 83 son mujeres.

## Historia
El origen de la población de San Lucas Ixcotepec no se encuentra documentado. Sin embargo, se sabe que originalmente pertenecía al municipio de Santa María Ecatepec y hacia 1930 cambió su jurisdicción pasando a formar parte del territorio del municipio de San Carlos Yautepec.
San Lucas Ixcatepec vive un prolongado conflicto territorial con su principal comunidad vecina, Santa María Ecatepec, y en el que también estuvo involucrada San Bartolo Yautepec. Este conflicto se originó en los últimos años de la década de 1970 y primeros de la de 1980. Este enfrentamiento ha llevado en varias ocasiones a diversas acciones por parte de los habitantes de ambas poblaciones. En 2016 los habitantes de Santa María Ecatepec bloquearon el único camino de acceso a San Lucas Ixcotepec, manteniendo aislada a la población.
El 16 de julio de 2018 se suscitó un violento enfrentamiento entre comuneros de ambas poblaciones, que dejó como saldo a trece personas muertas y según algunas versiones, varios desaparecidos. Las autoridades de la fiscalía de Oaxaca anunciaron el inicio de la investigación respectiva. y el despliegue de elementos del Ejército mexicano en la zona para asumir el control de la seguridad. El día 18, el gobernador Alejandro Murat Hinojosa calificó el hecho como un incidente aislado y dependiente de la resolución de las autoridades en materia agraria.